# 吉勒奖
吉勒奖（Scotiabank Giller Prize）是加拿大的一个文学奖项，由多伦多商人杰克·拉宾诺维奇于1994年创立，为的是促进加拿大小说事业的繁荣。该奖以拉宾诺维奇因癌症过世的妻子多丽丝·吉勒命名。吉勒奖每年评奖一次，创立时奖金25000加元，是该国奖金额最大的文学奖。2005年与丰业银行建立合作，奖金提高了一倍，至2014年更提高至140000加元。许多国际知名作家如玛格丽特·阿特伍德、艾丽斯·芒罗、迈克尔·翁达杰、莫迪凯·里奇勒等都获得过该奖。阿特伍德、芒罗、里奇勒等人还曾担任过顾问团成员。